# Arroyo Berciana
El arroyo Berciana o Verciana es un  curso de agua del interior de la península ibérica, afluente del Alberche por la izquierda. Discurre por la provincia española de Toledo.

## Descripción
Discurre por la provincia de Toledo. Su curso, que discurre hacia el norte, tiene su origen en los alrededores de Méntrida y, tras recibir las aguas del arroyo Valdeniebla, termina desembocando en el Alberche en el municipio de Aldea del Fresno. Aparece descrito en el decimoquinto volumen del Diccionario geográfico-estadístico-histórico de España y sus posesiones de Ultramar de Pascual Madoz de la siguiente manera:

VERCIANA: arroyo en la prov. de Toledo, part. jud. de Escalona: nace en el valle de Pedro-moro, térm. de Méntrida, y atravesando el monte tiludado Verciana, del que toma nombre, se le reune el arroyo Valdeniebla, que nace en térm. de Villamanta, y desemboca en Alberche, en térm. de Aldea del Fresno: es de curso perenne en direccion de E. á O. y se riegan algunas huertas. (V. el art. histórico Berciana, al que se refiere el monte de que acabamos de hablar).
(Madoz, 1849, pp. 671-672)

Perteneciente a la cuenca hidrográfica del Tajo, sus aguas acaban vertidas en el océano Atlántico.